# Hopetoun Falls
Hopetoun Falls sind Wasserfälle am Aire River in den Bergen The Otways im Great-Otway-Nationalpark, Victoria, Australien.

## Geographie
Die Wasserfälle liegen ca. fünf Kilometer südlich des Ortes Beech Forest auf einer Höhe von 314 m und erreichen Höhen von 45 bis 49 Metern. Es gibt Zugang zu den Wasserfällen über die Apollo Bay–Beech Forest Road, ca. vier Kilometer südlich der Beauchamp Falls und etwa 20 Kilometer nordwestlich der Küstenstadt Apollo Bay.
Es wurde viel Aufwand betrieben, um die natürliche Schönheit des Wasserfalls zu erhalten und zugleich einer großen Zahl von Besuchern die Möglichkeit zu geben, den Wasserfall zu besuchen. Es gibt eine gut ausgebaute Treppe, die zu einer Aussichtsplattform am Fuß der Wasserfälle führt.